# Distrito de Schönebeck
El Distrito de Schönebeck (en alemán Landkreis Schönebeck) fue un Landkreis (distrito) ubicado exactamente en la mitad del estado federal alemán de Sachsen-Anhalt. Los territorios al norte corresponden a la ciudad independiente (kreisfreie Stadt) de Magdeburgo y el distrito de la Comarca de Jerichow, al este limita con el distrito de Anhalt-Zerbst, al sur con los distritos de Köthen y Bernburg así como al oeste con el distrito de Aschersleben-Staßfurt y el Bördekreis. La capital del distrito recae sobre la ciudad de Schönebeck (Elbe).

## Geografía
Los grandes ríos en el distrito son el Elbe y el Saale.

## Composición del distrito
(Habitantes a 30 de junio de 2005)

### Ciudades/municipios
1. Calbe (Saale), Ciudad (11.319)
2. Förderstedt (5.972)

### Agrupaciones administrativas
Posición de la administración * 
| - 1. Verwaltungsgemeinschaft Elbe-Saale 1. Barby (Elbe), Stadt * (4.586) 2. Breitenhagen (531) 3. Glinde (296) 4. Gnadau (542) 5. Groß Rosenburg (1.809) 6. Lödderitz (236) 7. Pömmelte (673) 8. Sachsendorf (335) 9. Tornitz (610) 10. Wespen (252) 11. Zuchau (356) - 2. Verwaltungsgemeinschaft Schönebeck (Elbe) 1. Plötzky (1.076) 2. Pretzien (930) 3. Ranies (371) 4. Schönebeck (Elbe), Stadt * (34.096) | - 3. Verwaltungsgemeinschaft Südöstliches Bördeland 1. Bière * (2.469) 2. Eggersdorf (1.265) 3. Eickendorf (1.172) 4. Großmühlingen (1.090) 5. Kleinmühlingen (658) 6. Welsleben (1.851) 7. Zens (293) |